# Quay Walker
JaQuavian Jy'Quese Walker (Cordele, Georgia, 8 de mayo de 2000) más conocido como Quay Walker, es un jugador profesional estadounidense de fútbol americano, se desempeña en la posición de linebacker en Green Bay Packers, en la National Football League (NFL).

## Carrera
Fue seleccionado en la Reunión Anual de Selección de Jugadores de la NFL de 2022. Hizo su debut profesional con el equipo Green Bay Packers, lleva jugando dos temporadas.